# Largus semipletus
Largus semipletus är en insektsart som beskrevs av Bliven 1959. Largus semipletus ingår i släktet Largus och familjen Largidae. Inga underarter finns listade i Catalogue of Life.